# Fónagy Iván
Fónagy Iván (Budapest, 1920. április 8. – Párizs, 2005. április 11.) magyar nyelvész, a nyelvelmélet, a hangtan, a stílus, a költői nyelv és a mélylélektan úttörő kutatója, a nyelvtudományok doktora, a Magyar Tudományos Akadémia külső tagja (1990). Műfordítói tevékenysége szintén jelentős volt. Nagybátyja Polonyi Elemér zongoraművész, zeneszerző.

## Életútja
Apja Fónagy (Fuchs) Béla (1875–1962) építészmérnök, az Országos Magyar Izraelita Közművelődési Egyesület Műbarátok Körének elnöke, anyja Polonyi Ilona (1885–1937) volt.
Középiskolai tanulmányait a budapesti Mátyás Király Gimnáziumban végezte. Európai színvonalú nyelvészeti tudományos iskolázottságát a Pázmány Péter Tudományegyetemen – főként Laziczius Gyulánál, a prágai iskola prominens képviselőjénél –, Kolozsvárott és Párizsban szerezte. A költői nyelv nyelvészeti vizsgálata terén Gáldi László volt a mestere, pszichoanalitikai képzettségét pedig Hermann Imrének köszönhette. 1949-ben fejezte be egyetemi tanulmányait (francia nyelv és irodalom, német nyelv és irodalom, és fonetika szakokon). Lektor és fordító volt, majd a Magyar Tudományos Akadémia (MTA) Titkári Hivatalában dolgozott. 1950-től az MTA Nyelvtudományi Intézetének volt tudományos munkatársa, majd 1959-től 1967-ig osztályvezetője. 1964–1965-ben tanulmányúton tartózkodott az Amerikai Egyesült Államokban. 1967. augusztus 1-jétől a szegedi József Attila Tudományegyetem Magyar Nyelvészeti Tanszékén egyetemi tanár, de ez az 1967/1968-as tanév igen rövidre sikerült, mert közben meghívást kapott Párizsba, és 1967-től 1970-ig a Sorbonne vendégtanára volt. 1970-ben részt vett a New York-i Állami Egyetemen (Buffalo) az Amerikai Nyelvészeti Társaság Nyelvészeti Intézetének tanfolyamán. 1971-ben végleg választott második hazájában, Párizsban telepedett le, nyugdíjba vonulásáig a Francia Nemzeti Tudományos Kutatási Központ (CNRS) kutatóprofesszora, kutatási igazgatója volt.

## Munkássága
Tudományos érdeklődése már az 1960-as évek elején a számítógépek nyelvészeti alkalmazásainak kérdései felé fordult, e részdiszciplína első hazai kezdeményezői közé tartozott (költői nyelv vizsgálata az M-3 gépen). Emellett koordináló bizottsági tagként képviselte a nyelvészeket az első hazai országos távlati kibernetikai terv Kalmár László által vezetett előkészítő bizottságában.
Munkásságából két, egymással összefüggő elmélet kidolgozása emelkedik ki, amelyek nemzetközi elismertségének és tudományos hatásának forrásai. A nyelvi jel demotivációjának és remotivációjának teóriája a nyelv genezisének folyamatával állítja kapcsolatba a nyelvhasználat egyedi tényeinek működési mechanizmusát és dokumentálja ezt a kapcsolatot a nyelvtörténet és – egyidejűleg – a (szinkron) nyelvi folyamatok adataival. (A nyelvtudományban ennek a koncepciónak a súlya ugyanakkora, mint a biológiában a per analogiam azonos Haeckel-törvényé).
A fentivel rokon „kettős kódolás” elmélete a nyelvi közlés archaikus-elementáris és szorosabb értelembe vett nyelvi jel természetű összetevőjének egyidejű állandó jelenlétét bizonyítja a közlésben, szintén dokumentatív erővel (La vive voix. Payot: Paris 1983, pp. 346; Die Metaphern in der Phonetik, Mouton: Den Haag 1963, pp. 132; Situation et signification. Benjamins: Amsterdam 1982, pp.160).
Oktatási tevékenysége az Amerikai Egyesült Államoktól Ausztráliáig terjedt. Életében a magyar tudomány külföldön egyik leginkább elismert képviselője volt, az emigráció éveiben kapcsolata a hazai tudományos élettel sem szűnt meg. Folyamatosan publikált magyarországi nyelvtudományi, irodalomtudományi könyvsorozatokban, lexikonokban, konferenciakiadványokban, folyóiratokban, 1989 után pedig pszichoanalitikai kiadványokban is. Az 1980-as évek vége felé közeledve egyre több munkája jelent meg önálló kötetekben Magyarországon is, s azokat jeles szakmai orgánumokban ismertették. Tudományos eredményeivel Fónagy hatékony segítséget nyújtott a hazai tudományos közéletben dolgozóknak is. Előadásokat tartott, részt vett hazai konferenciákon, szakmai megbeszéléseken mind a nyelv- és irodalomtudomány területén, mind pedig a pszichoanalízis területén is.

## Társasági tagságai és elismerései
A Magyar Tudományos Akadémia 1990-ben választotta külső tagjai közé, emellett számos hazai és külföldi tudományos társaság munkájában részt vett: Ferenczi Sándor Egyesület, Magyar Pszichoanalitikai Egyesület, New York-i Tudományos Akadémia, Fonetikai Tudományok Nemzetközi Társasága (International Society of Phonetic Sciences, ISPhS), Európai Nyelvészeti Társaság (Societas Linguistica Europaea), Párizsi Nyelvészeti Társaság (Société de linguistique de Paris).
Tudományos érdemei elismeréseként 2003-ban Munkácsi Bernát-díjat kapott (2003).

## Főbb művei
- A mágia és a titkos tudományok története (1943, 1989, 1999)
- A mozgalmi nyelvről (J. Soltész Katalinnal, 1954)
- A hangsúlyról (1958)
- A költői nyelv hangtanából (1959, 1989)
- A magyar beszéd dallama (Magdics Klárával, 1967)
- Füst Milán: Öregség. Dallamfejtés (1974)
- La métaphore en phonétique (1980)
- Situation et signification (1982)
- La repetizione creativa (1982)
- La vive voix : essais de psycho-phonétique (1983, 1991)
- La vive voix : doktori értekezés tézisei (1988)
- A költői nyelv hangtanából; 2. jav. kiad.; Akadémiai, Budapest, 1989
- Gondolatalakzatok, szövegszerkezet, gondolkodási formák (1990)
- Le lettere vive. Scritti di semantica (1993)
- Rögződés és változás a nyelvben (1998)
- A költői nyelvről (1999)
- Languages within Language (2001)
- Dynamique et changement (2006)

## Fordítások
- Johann Pezzl: A vallás komédiája. – Részlet a "Faustin avagy a filozófia százada" c. regényből.= Álszentek cselekedetei. (1953)
- Georg Forster: Válogatott írásai (1953)
- Willi Bredel: Az unokák (1956)
- Blaise Pascal: Gondolatok (1943, 1944)
- Bertolt Brecht: Carrar asszony puskái : dráma egy felvonásban (1955)
- Heine napjai : levelek, cikkek, beszélgetések (1956)[11]
- Bertolt Brecht: Kalendárium (1958)
- Jules Lemaitre: A szirén (1957)
- Prosper Mérimée: Spanyolországi levelek (1957)
- Honoré de Balzac: Pajzán históriák (1957)[12]
- Prosper Mérimée: Ördög az asszony avagy Szent Antal megkísértése : elbeszélés (1958)
- Bertolt Brecht színművei (1964)[13]
- Joseph Bédier: Trisztán és Izolda regéje (1966)
- Stefan Zweig: Sakknovella (1945)[14]
- Stefan Zweig: Sakknovella (1976)[15]
- Stefan Zweig: Sakknovella (1957, 1959, 1996, 2002, 2005)
- Stefan Zweig: Égő titok. Sakknovella : kisregények (1966)[16]
- Stefan Zweig: Novellák (1995)[13]
- Stefan Zweig: Érzések zűrzavara : elbeszélések (1968, 1972, 1977)[13]